# Thamnophilus nigriceps
A Thamnophilus nigriceps a madarak osztályának verébalakúak (Passeriformes) rendjébe és a hangyászmadárfélék (Thamnophilidae) családjába tartozó faj.

## Rendszerezése
A fajt Philip Lutley Sclater angol ornitológus írta le 1884-ben.

## Alfajai
- Thamnophilus nigriceps magdalenae Todd, 1927
- Thamnophilus nigriceps nigriceps P. L. Sclater, 1869

## Előfordulása
Panama és Kolumbia területén honos. Természetes élőhelyei a szubtrópusi vagy trópusi síkvidéki esőerdők. Állandó, nem vonuló faj.

## Megjelenése
Testhossza 16 centiméter, testtömege 23–24 gramm. A hím tollazata fekete.

## Életmódja
Valószínűleg rovarokkal és más ízeltlábúakkal táplálkozik.

## Természetvédelmi helyzete
Az elterjedési területe nagy, egyedszáma pedig ismeretlen. A Természetvédelmi Világszövetség Vörös listáján nem fenyegetett fajként szerepel.